# Oreoweisia mulahacenii
Oreoweisia mulahacenii là một loài rêu trong họ Dicranaceae. Loài này được Höhn. mô tả khoa học đầu tiên năm 1895.